# Elrama
Elrama es un lugar designado por el censo ubicado en el condado de Washington en el estado estadounidense de Pensilvania. En el año 2010 tenía una población de 307 habitantes y una densidad poblacional de 767,5 personas por km².

## Geografía
Elrama se encuentra ubicado en las coordenadas 40°15′6″N 79°55′27″O / 40.25167, -79.92417.. Según la Oficina del Censo de los Estados Unidos, Elrama tiene una superficie total de 0,14 mi² (0,4 km²), de la cual 0,14 mi² (0,4 km²) corresponden a tierra firme y 0 mi² (0 km²) es agua.